# NHL 99
NHL 99 est un jeu vidéo  de hockey sur glace  qui est sorti le 28 septembre 1998 en France sur PlayStation et Nintendo 64. Eric Lindros des Flyers de Philadelphie figure sur la couverture du jeu.

## Bande-son
| Bande son     | Bande son        |
| Artiste       | Chanson          |
| ------------- | ---------------- |
| David Bowie   | Heroes           |
| Gravity Kills | Guilty           |
| Noise Therapy | Down             |
| Jeff van Dyck | (Various tracks) |

## Accueil
- GameSpot : 8,4/10 (PC)[1]